# Sunnylands
Sunnylands (ehemals Annenberg Estate) ist ein 0,81 km² großes Anwesen im kalifornischen Rancho Mirage. Es wird heute von "The Annenberg Foundation Trust at Sunnylands" betrieben, einer Stiftung der Familie Annenberg. Bis zum Jahr 2009 gehörte es Walter und Leonore Annenberg, die die 1966 fertiggestellte Villa als Rückzugsort im Winter nutzten. An den Frank Sinatra und Bob Hope Drives gelegen, diente Sunnylands vielen Prominenten und Amtsträgern als Ferienort.

## Geschichte
Mit dem Bau des Geländes wurde im Jahr 1963 begonnen. Der berühmte Innenarchitekt William Haines und sein Assistent Ted Graber wurden mit der Gestaltung der Räume beauftragt. Das 2323 m² große Gebäude wurde von A. Quincy Jones, Professor an der University of Southern California, entworfen. Es wurde in einem Mitte des 20. Jahrhunderts modernen Stil gestaltet und ist für sein rosafarbenes Dach bekannt. Es war einst das größte Haus im Riverside County. Das ganze Anwesen Sunnylands setzt sich aus dem Hauptgebäude, einem Gästehaus, drei Gästehütten, einem privaten 9-Loch-Golfplatz und 11 künstlichen Seen zusammen. Als das Ehepaar Annenberg Sunnylands bewohnte, war im Hauptgebäude ihre große Kunstsammlung untergebracht. Unter den Gemälden waren ungefähr 50 Werke von Pablo Picasso, Vincent van Gogh, Andrew Wyeth und Claude Monet. Nach Walter Annenbergs Tod im Jahr 2002 wurde ein großer Teil der Sammlung an das Metropolitan Museum of Art gespendet. Das Anwesen ist von der Öffentlichkeit durch eine rosafarbene Backsteinmauer getrennt und wird von Hunderten Eukalyptusbäumen und Olivenbäumen sowie einem breiten Gürtel aus Tamarisken verborgen.

## Prominente Besucher
Viele Politiker und Berühmtheiten haben in Sunnylands Urlaub gemacht. US-Präsident Dwight D. Eisenhower und seine Frau Mamie golften und angelten in Sunnylands. Präsident Richard Nixon verfasste hier seine State of the Union Address für das Jahr 1974 und war auch nach seiner Amtszeit in Sunnylands zu Gast, als er sich bei seinem Nachfolger Gerald Ford für die Fehler in der Watergate-Affäre entschuldigte. Ford selbst war mit seiner Frau Betty Ford ebenfalls oft in Sunnylands zu Besuch. Präsident Ronald Reagan und seine Frau Nancy Reagan waren mit Familie Annenberg, den Besitzern des Anwesens, eng befreundet und besuchten sie 18-mal an Neujahr. Präsident George H. W. Bush richtete im Jahr 1990 in Sunnylands ein Abendessen für den japanischen Premierminister Toshiki Kaifu aus. Auch die US-Präsidenten Bill Clinton und George W. Bush haben Sunnylands besucht. Präsident Barack Obama traf sich hier mit seinem chinesischen Amtskollegen Xi Jinping im Jahr 2013.
Nach der Islamischen Revolution im Iran Ende der 1970er Jahre flüchtete der entmachtete Schah Mohammad Reza Pahlavi in die USA und wurde in Sunnylands untergebracht. Queen Elizabeth II. besuchte Sunnylands einmal zum Mittagessen, ihr Sohn Charles war mehrmals zu Wochenendbesuchen zugegen. Weitere prominente Besucher waren Frank Sinatra (heiratete in Sunnylands), Bob Hope, Fred Astaire, Gregory Peck, Ginger Rogers, Bing Crosby, Mary Martin und Sammy Davis junior.
Es war der Wunsch der Annenbergs, dass Sunnylands für nationale und internationale Würdenträger aller Parteien zu einem Ort für Gipfeltreffen und private Erholungen werden sollte.

## Zugang für die Öffentlichkeit
Vor ihrem Tod im Jahr 2009 legte Leonore Annenberg fest, dass auf einem 0,061 km² großen, an das eigentliche Anwesen grenzenden Stück Land ein Besucherzentrum entstehen sollte. Das Architekturbüro "Frederick Fisher & Partners" entwarf das 1600 m² große Gebäude, The Office of James Burnett die umliegenden Gärten. Das Zentrum ist regelmäßig für Besucher geöffnet und bietet Einblicke in die Geschichte der Familie Annenberg und ihres Anwesens Sunnylands. Außerdem sind Exponate ihrer Sammlungen ausgestellt. Nach dem Tod Walter Annenbergs im Jahr 2002 und seiner Frau im März 2009 wurde Sunnylands in die Hände der Stiftung "The Annenberg Foundation Trust at Sunnylands" übergeben. Das Ehepaar Annenberg wurde auf dem Gelände beigesetzt. Weil nach Walter Annenbergs Tod ein Großteil seiner Gemäldesammlung an das Metropolitan Museum of Art in New York City übergeben wurde, werden im Besucherzentrum Sunnylands heute Kopien dieser Werke präsentiert.
Seit dem 1. März 2012 werden für Interessierte limitierte, geführte Touren über das Gelände veranstaltet.